# بوكاتيلو
بوكاتيلو (بالإنجليزية: Pocatello)‏هي مركز مقاطعة بانوك في جنوب شرق ولاية أيداهو الأمريكية، ويقع جزء منها في محمية فورت هيل الهندية في مقاطعة باور.

## التركيبة السكانية
قام مكتب تعداد الولايات المتحدة بتحديد بيانات التركيبة السكانية لبوكاتيلوفي تعداد الولايات المتحدة. في ما يلي، التركيبة السكانية حسب تعدادي 2000 و2010.

### تعداد عام 2000
بلغ عدد سكان بوكاتيلو 51,466 نسمة بحسب تعداد عام 2000، وبلغ عدد الأسر 19,334 أسرة وعدد العائلات 12,973 عائلة مقيمة في المدينة. في حين سجلت الكثافة السكانية 1,822.5 نسمة لكل ميل مربع (703.7/كم2). وبلغ عدد الوحدات السكنية 20,627 وحدة بمتوسط كثافة قدره 730.4 نسمة لكل ميل مربع (282.0/كم2).
وتوزع التركيب العرقي للمدينة بنسبة 92.32% من البيض و1.35% من الأمريكيين الأصليين و1.15% من الأمريكيين ذوي الأصول الآسيوية و0.20% من سكان جزر المحيط الهادئ و0.72% من الأمريكيين الأفارقة و2.09% من عرقين مختلطين أو أكثر.
بلغ عدد الأسر 19,334 أسرة كانت نسبة 34.5% منها لديها أطفال تحت سن الثامنة عشر تعيش معهم، وبلغت نسبة الأزواج القاطنين مع بعضهم البعض 52.6% من أصل المجموع الكلي للأسر، ونسبة 10.5% من الأسر كان لديها معيلات من الإناث دون وجود شريك، وكانت نسبة 32.9% من غير العائلات. تألفت نسبة 25.0% من أصل جميع الأسر من أفراد ونسبة 7.8% كانوا يعيش معهم شخص وحيد يبلغ من العمر 65 عاماً فما فوق. وبلغ متوسط حجم الأسرة المعيشية 3.10، أما متوسط حجم العائلات فبلغ 2.58.
بلغ العمر الوسطي للسكان 29 عاماً. وكانت نسبة 26.6% من القاطنين تحت سن الثامنة عشر، وكانت نسبة 16.7% بين الثامنة عشر والأربعة وعشرون عاماً، ونسبة 27.4% كانت واقعةً في الفئة العمرية ما بين الخامسة والعشرين حتى الرابعة والأربعين عاماً، ونسبة 18.9% كانت ما بين الخامسة والأربعين حتى الرابعة والستين، ونسبة 10.4% كانت ضمن فئة الخامسة والستين عاماً فما فوق. يوجد لكل 100 أنثى 96.9 ذكر، ويوجد لكل 100 أنثى في الثامنة عشر من عمرها فما فوق 93.3 ذكر.
بلغ متوسط دخل الأسرة في المدينة 34,326 دولار، أما متوسط دخل العائلة فبلغ 41,884 دولار. وكان متوسط دخل الذكور 33,984 دولار مقابل 22,962 دولار للإناث. وسجل دخل الفرد الخاص بالمدينة 17,425 دولار. وكانت نسبة 10.7% من العائلات ونسبة 15.4% من السكان تحت خط الفقر، وكان من هؤلاء نسبة 16.9% تحت سن الثامنة عشر ونسبة 7.8% في الخامسة والستين من العمر وما فوق.

### تعداد عام 2010
بلغ عدد سكان بوكاتيلو 54,255 نسمة بحسب تعداد عام 2010، وبلغ عدد الأسر 20,832 أسرة وعدد العائلات 13,253 عائلة مقيمة في المدينة. في حين سجلت الكثافة السكانية 1,683.9 نسمة لكل ميل مربع (650.2/كم2). وبلغ عدد الوحدات السكنية 22,404 وحدة بمتوسط كثافة قدره 695.3 لكل ميل مربع (268.5/كم2).
وتوزع التركيب العرقي للمدينة بنسبة 90.5% من البيض و1.7% من الأمريكيين الأصليين و1.6% من الأمريكيين ذوي الأصول الآسيوية و0.2% من سكان جزر المحيط الهادئ و1.0% من الأمريكيين الأفارقة و2.8% من عرقين مختلطين أو أكثر.
بلغ عدد الأسر 20,832 أسرة كانت نسبة 33.6% منها لديها أطفال تحت سن الثامنة عشر تعيش معهم، وبلغت نسبة الأزواج القاطنين مع بعضهم البعض 47.2% من أصل المجموع الكلي للأسر، ونسبة 11.3% من الأسر كان لديها معيلات من الإناث دون وجود شريك، بينما كانت نسبة 5.2% من الأسر لديها معيلون من الذكور دون وجود شريكة وكانت نسبة 36.4% من غير العائلات. تألفت نسبة 27.5% من أصل جميع الأسر من أفراد ونسبة 8.2% كانوا يعيش معهم شخص وحيد يبلغ من العمر 65 عاماً فما فوق. وبلغ متوسط حجم الأسرة المعيشية 3.10، أما متوسط حجم العائلات فبلغ 2.53.
بلغ العمر الوسطي للسكان 30.2 عاماً. وكانت نسبة 25.8% من القاطنين تحت سن الثامنة عشر، وكانت نسبة 14.5% بين الثامنة عشر والأربعة وعشرون عاماً، ونسبة 27.4% كانت واقعةً في الفئة العمرية ما بين الخامسة والعشرين حتى الرابعة والأربعين عاماً، ونسبة 21.8% كانت ما بين الخامسة والأربعين حتى الرابعة والستين، ونسبة 10.7% كانت ضمن فئة الخامسة والستين عاماً فما فوق. وتوزع التركيب الجنسي للسكان بنسبة 49.9% ذكور و50.1% إناث.